# تاريخ الكيمياء

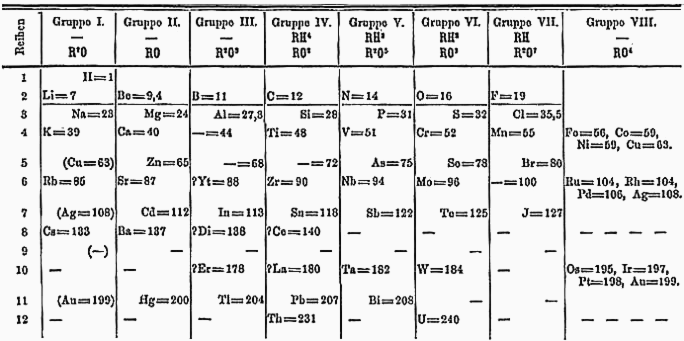
الجدول الدوري الذي شيده ديميتري مندلييف عام 1871.

لا يمكن ربط تاريخ الكيمياء بفترة زمنية واحدة، فبدأ التطور منذ عصور قديمة ومازال مستمرا حتى الآن. فحتى قبل الميلاد بألف عام (1000 ق.م) استخدمت الحضارات تكنولوجيات شكلت في النهاية مبادئ علم الكيمياء، كإستخراج المعادن من المواد الخام على سبيل المثال أو صنع الفخار والزجاج، صنع البيرة والنبيذ، استخراج المواد الكيميائية من النباتات للطب والعطور، صنع الزجاج والسبائك كالبرونز.
لم تكن الكيمياء القديمة أو الخيمياء (ممارسة قديمة ترتبط بعلوم الكيمياء والفيزياء والفلك والفن وعلم الرموز وعلم المعادن والطب والتحليل الفلسفي) كما يطلق عليها الآن قادرة على شرح وتفسير طبيعة المادة وتحولاتها. ومع ذلك، استطاع الخيميائين عن طريق إجراء التجارب وتسجيل البيانات وضع اللبنة الأولى لعلم الكيمياء الحديث. لم يكن الفرق واضحا بين الكيمياء والخيمياء حتى نشر روبرت بويل كتابه الكيميائي المتشكك في عام 1661. فكلا المجالين يهتمان بالمادة وتحولاتها مع اختلاف أن الكيميائيين يعتمدون على تطبيق المنهج العلمي في شرح وفهم حالات المادة.
بدأت الكيمياء بالانفصال عن باقي العلوم لتعتبر علما مستقلا مع بداية عمل أنطوان لافوازييه، الذي قام بتطوير قانون حفظ الكتلة والذي ينص على أن المادة في نظام مغلق لا يمكن أن تنشأ أو تفنى، إلا أنه يمكن إعادة ترتيبها. كما طالب بالقياس الدقيق والملاحظات الكمي للظواهر الكيميائية. يرتبط تاريخ الكيمياء مع تاريخ الديناميكا الحرارية ارتباطا وثيقا، خصوصا في أعمال جوزيه غيبس.

## ضبط
اختلف مؤرخو العلم حول أصل كلمة كيمياء. أصح وأرجح الأقوال بأن أصل كلمة «كيمياء» من اللغة العربية؛ وذلك لأن صناعة الكيمياء في العصور الوسطى كانت تعتمد على الكتمان وتحريم إذاعتها وإفضاء أسرارها لغير أهلها لكون هدفها تحويل المعادن البخسة إلى ذهب وفضة، واكتشاف الإكسير الذي يعيد الصحة والشباب إلى الإنسان، بالإضافة إلى ذلك فقد كانت الكيمياء من المعارف المغلفة بالغموض والكتمان، فقد أورد حاجي خليفة صيغة وصية كيميائي لتلميذه يحذره فيها بكتمان سر هذه الصنعة وعدم إذاعتها، لأن في إذاعتها خرابًا للعالم، ويذكر هذا المعنى جابر بن حيان مرارًا في رسائله وكتبه، ولهذا نجد أن ابن خلدون يهاجم أهل هذه الصنعة وكتاباتهم المليئة بالألغاز والطلسمات التي يتعذر فهمها. وقد ذكر محمد بن أحمد في مفاتيح العلوم في القرن الرابع للهجرة، أن كلمة كيمياء مشتقة من المصدر كمى ومعناها خفى وأستر، وكَمى الشيءَ وتَكَمَّاه: سَتَرَه؛ وقد تَأَوَّل بعضهم قوله: بَلْ لو شَهِدْتَ الناسَ إِذْ تُكُمُّوا إِنه من تَكَمَّيت الشيء. وكَمَى الشهادة يَكْمِيها كَمْيًا وأَكْماها: كَتَمَها وقَمَعَها؛ قال كثيِّر: وإِني لأَكْمِي الناسَ ما أَنا مُضْمِرٌ، مخَافَةَ أَن يَثْرَى بِذلك كاشِحُ يَثْرى: يَفْرَح. وانْــكَمَى أَي اسْتَخْفى. وتَكَمَّتْهم الفتنُ إِذا غَشِيَتْهم. وتَــكَمَّى قِرْنَه: قَصَده، وقيل: كلُّ مَقْصود مُعْتَمَد مُتَــكَمّىً. وتَــكَمَّى: تَغَطَّى. وتَــكَمَّى في سِلاحه: تَغَطَّى به. وسمي العلم كيمياءً لأن هذا العلم كان متداولًا بين طائفة من الناس دون غيرها، بسبب الاعتقاد الذي سيطر على عقول الناس طيلة العصور الوسطى، وهو إمكانية تحويل المعادن البخسة إلى ذهب وفضة، وتحضير إكسير الحياة، ذلك السائل السحري الذي يعيد الصحة والشباب للإنسان، ومن ثم فقد حرص الكيميائيون القدامى على كتمان سر صنعتهم، وكتب بعض الكيميائيين العرب المتأخرى ن نسبيًا لا سيما بعد القرن السادس هجري معلومات في الكيمياء وتحويل المعادن إلى ذهب وفضة برموز وألغاز وتعمدوا الغموض والإرباك. والكيمياء في اللغة الحِيلَة والحِذْق، وكان يراد بها عنْد القدماءِ: تحويل المعادن الخسيسة إِلى أخرى أسمى وأعلى قيمة. وهناك أقوال أن أصل كلمة كيمياء مصري وهي كيم أو كمت ومعناها الأرض السوداء وهي تربة وادي النيل، وينسب ذلك أن الكيمياء فن مصري قديم، وكانت تعرف آنذاك بسر الكهنة أو الصناعة التحتوية (نسبة إلى تحوت أو تحوتي أو جحوتي). وهناك من يقول كلمة كيمياء مشتقة من الكلمة الإغريقية خيما Chyma بمعنى التحليل والتفريق، ويرى غيرهم أن لفظة كيمياء قد حورت عن اللفظة العبرية (شامان) وتعني السر أو الغموض. وهناك مدلولات كثيرة على أن أصل الكلمة عربية اسمً وفعلًا، اشتقاقًَا من المصدر كمى. وتكتب كلمة كيمياء في اللغات الأوروبية Alchimica (معرفةً بأل)، وكل كلمة لاتينية معرفة بأل تكون من أصلٍ عربي كالجبر والكحول؛ أما كلمة كيمياء لم يرد ذكرها في أي حضارة أو لغة قبل العرب، وكان أول من عرف علم الكيمياء هم العرب.
ويعرّف ابن خلدون الكيمياء بأنها (علم ينظر في المادة التي يتم بها كون الذهب والفضة بالصناعة)، ويشرح العمل الذي يوصل إلى ذلك.
لقد تأثرت الكيمياء العربية بالخيمياء اليونانية والسريانية وخاصة بكتب دوسيوس بلينوس الطولوني الذي وضع كتاب (سر الخليقة). غير أن علوم اليونان والسريان في هذا المجال لم تكن ذات قيمة لأنهم اكتفوا بالفرضيات والتحليلات الفكرية.
وتلجأ الخيمياء إلى الرؤية الوجدانية في تعليل الظواهر، وتستخدم فكرة الخوارق في التفسير، وترتبط بالسحر وبما يسمى بعلم الصنعة، وتسعى إلى تحقيق هدفين هما:
أ – تحويل المعادن الخسيسة كالحديد والنحاس والرصاص إلى معادن شريفة كالذهب والفضة عن طريق التوصل إلى حجر الفلاسفة.
ب – تحضير إكسير الحياة، وهو دواء يراد منه علاج كل ما يصيب الإنسان من آفات وأمراض، ويعمل على إطالة الحياة والخلود.
وهذان الهدفان سـنناقشـهم في هذا البحث من وجهة نظر وعمل أبي الكيمياء العالم العربي جابر بن حيان.

### تطور علم الكيمياء عند القدماء
إن تاريخ الكيمياء في العالم القديم أكثر غموضاً من تاريخ الفيزياء، ونحن لا نعلم من تاريخ الكيمياء إلا النتائج العملية، ولم يدوّن لنا القدماء من ذلك التاريخ شيئاً.
يمكن اعتبار الكيمياء الصينية أقدم المعارف الكيميائية، لكن لايزال السؤال غامضاً عن صلة الوصل بين الكيمياء الصينية والكيمياء المصرية القديمة، وهذا ما حاول الباحث جونسون أن يبرهن عليه، حيث ذكر عن كاتب صيني قديم يرجع عهده إلى سنة 330 ق. م أنه حرّر عن الفلسفة التاتوئية والكيمياء، والأخيرة تحتوي على كيفية تحويل المعادن إلى معادن ثمينة، وكيفية الحصول على إكسير الحياة، تلك المادة التي تطيل الحياة على زعمهم وتقضي على الموت.
وقد قال ابن النديم أنه زعم أهل صناعة الكيمياء، وهي صناعة الذهب والفضة من غير معادنها، أن أول من تكلم عن علم الصنعة هو هرمس الحكيم البابلي المنتقل إلى مصر عند افتراق الناس عن بابل، وإن الصنعة صحّت له، وله في ذلك عدة كتب، وإنه نظر في خواص الأشياء وروحانيتها.
وزعم الرازي أن جماعة من الفلاسفة عملوا في الكيمياء مثل: فيثاغورس، ديموقراط، أرسطاليس، جالينوس، وغيرهم، ولايجوز أن يسمى الإنسان فيلسوفا إلا أن يصح له علم بالكيمياء.
وقال آخرون أن علم الكيمياء (قديماً) كان بوحي من الله عز وجل إلى موسى بن عمران (قصة قارون).

#### الكيمياء في القرون الوسطى
أشهر شخصية من شخصيات الكيمياء الغربية في القرون الوسطى وخاصة التي تناولت فكرة الحصول على الذهب هو العالم برنارد تريفيزان حيث رافقت هذا المغامر في الكيمياء فكرة البحث عن الذهب في الصخور والأحجار والمعادن والأملاح وغير ذلك.
سافر إلى بلاد الإغريق والتتار والقسطنطينية وزار مصر، لكنه لم يمس تبرها.
خامرت العالم برنارد فكرة الحصول على الذهب من الإنسان لأنه تاج الخليقة، ويشكل الذهب ذروة الكمال المعدني، وأراد أن يحل مشكلته الكبرى في أشعة الشمس للاعتقاد السائد قديماً بأن هذه الأشعة هي التي تكون المعادن، وما الذهب إلا أشعة الشمس المتكاثفة التي استحالت إلى جسم أصفر براق.
واعتقد بنمو المعادن، حتى أن أصحاب المناجم كانوا يغلقون مناجمهم برهة من الزمن ليعطوا المعادن فرصة التكون. وقد بدد ثروته الهائلة على تلك الأفكار.

## التاريخ القديم

### الإنسان البدائي
تم العثور على ورشة معالجة مصفحة مغلفة عمرها 100,000 عام في كهف بلومبوس في جنوب إفريقيا، يدل ذلك على معرفة الإنسان البدائي بعلوم الكيمياء.

### المعادن المبكرة
يبدو أو أقدم معدن إستخدمه الإنسان في تاريخة هو الذهب الذي يمكن الحصول عليه صافي بدون شوائب أو مع عناصر أخرى. وجدت كمية صغيرة من الذهب الطبيعي في الكهوف الإسبانية ترجع إلى أواخر العصر الحجري القديم أي 40,000 قبل الميلاد.
يمكن إيجاد كلا من الفضة، النحاس، القصدير والحديد النيزكي في بعض الأماكن القديمة، مما يتيح لإنسان العصر القديم أن يصنع عددا محددا من الأدوات المعدنية. فعلى سبيل المثال صنعت أسلحة المصري القديم من الحديد النيزكي قبل الميلاد بأكثر من 3000 عام، قدر المصري القديم هذه الأسلحة وأطلق عليها "خناجر من السماء".
يمكن القول أن أول رد فعل كيميائي استخدم كانت النيران. ومع ذلك، كان الإنسان ينظر إلى النار كقوة غامضة يمكنها تحويل مادة إلى أخرى (حرق الخشب، غلي الماء) مع إنتاج حرارة وضوء. أثر اكتشاف النار على جوانب عديدة في حياة المجتمعات المبكرة. تراوحت من الأعمال اليومية التقليدية مثل الطبخ والإنارة إلى تكنولوجيات أكثر تقدما مثل صناعة الفخار والطوب، إذابة المعادن لصنع الأدوات.
كما يرجع الفضل في اكتشاف الزجاج وتنقية المعادن إلى النار والتي بدورها أفسحت المجال أمام صعود المعادن خلال المراحل المبكرة من عصر المعادن القديم، كما حدث في مصر القديمة عندما قاموا باكتشاف أساليب جديدة لتنقية المعادن النفيسة كالذهب في وقت مبكر أرجعه المؤرخين إلى 2900 قبل الميلاد.

### العصر البرونزي

مناطق التعدين في الشرق الأوسط القديم. توزيع الألوان: الزرنيخ باللون البني، النحاس باللون الأحمر، القصدير باللون الرمادي، الحديد باللون البني المحمر، الذهب بالأصفر، الفضي باللون الأبيض والرصاص بالأسود.

يمكن استخراج بعض المعادن من المواد الخام عن طريق تسخين الصخور مثل النحاس، القصدير والرصاص (عند درجة حرارة عالية). تسمى عملية تسخين النحاس باسم الصهر. أرجع المؤرخون استخراج هذه المعادن إلى القرنين الخامس والسادس قبل الميلاد، وعثرت على أثار لهم في العديد من المناطق الأثرية في صربيا كماجدانبيك، يارموفاك وبلوتشنيك. وقام بتوثيق أن أول عملية لصهر النحاس حدثت في موقع بيلوفودي، كما وجدوا فأس نحاسي يرجع إلى الثقافة الفينتشا قبل 5500 قبل الميلاد. كما تم العثور على بقايا معادن تم إستخدامها في بداية الألفية الثالثة قبل الميلاد في بالميلا في البرتغال، لوس ميلاريس في إسبانيا، ستونهنج في المملكة المتحدة.
يؤكد علم دراسة العصور عدم إمكانية تحديد بوضوح متى تم اكتشاف المعادن بشكل قاطع.
يمكن خلط هذه المعادن الموجدة بصورة نقية أو مع معادن أخرى لصنع سبائك أكثر تحملا وصلابة مثل عملية خلط النحاس والقصدير لصنع سبائك البرونز 3500 قبل الميلاد.
بعد العصر البرونزي، كان تطوير الأسلحة من أهم إستخدامات علم المعادن. فحالوا صنع أدوات أكثر صلابة وأخف وزنا وأكثر فتكا. ودائما كان لهذا العلم اليد العليا في تحديد نتائج المعارك. كانت الهند القديمة من أكثر الدول تقدما في علم المعادن والكيمياء.

### العصر الحديدي
تعتبر عملية تحويل الحديد من حالته الخام إلى مادة صلبة أكثر عملية من أكثر صعوبة من النحاس والقصدير. يرجع المؤرخون بداية العصر الحديدي مع بداية عصر الحثيين عام 1200 قبل الميلاد. كما أرجعوا نجاح الفلسطينيون إلى معرفتهم لسر استخراج الحديد وصياغته.
وبعبارة أخرى، يشير العصر الحديدي إلى فترة ظهور المعادن الحديدية. يمكن ربط استخدام هذه المعادن مع حضارات وثقافات الماضي مثل العصور القديمة، القرون الوسطى، ممالك وإمبراطوريات الشرق الأوسط والأدنى، إيران القديمة، مصر القديمة، النوبة القديمة، الأناضول (تركيا الآن)، النرويج، قرطاجة، اليونان والرومان في أوروبا القديمة، أوروبا في العصور الوسطى، الصين القديمة وفي عصورها الوسطى، الهند القديمة وفي عصورها الوسطى، أمبراطورية اليابان، اليابان في العصور الوسطى.
كانت الصين من أكثر الدول تطورا في استخراج واستخدام المعادن فيرجع لها الفضل في صناعة فرن العالي، حديد الزهر، مطارق تعمل بالطاقة الهيدروليكية ومكابس مزدوجة.

### العصور القديمة وعصر الذرة

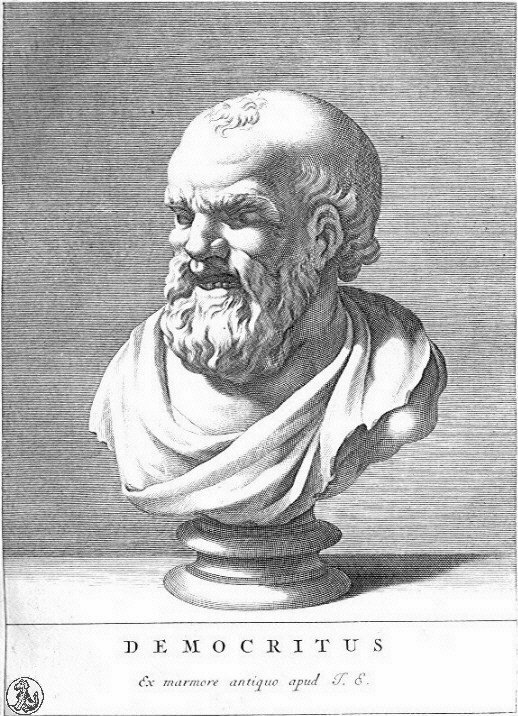
ديموقريطوس الفيلسوف اليوناني.

حاول الفلاسفة الوصول إلى إجابة سؤال "لماذا المواد المختلفة لها خواص مختلفة (اللون، الكثافة، الرائحة)، توجد في حالات مختلفة (غازية، سائلة، صلبة)، وتتفاعل بطريقة مختلفة عندما تتعرض للظروف البيئة (الماء، السخونة، البرودة، الرطوبة)".
أدت هذه المحاولات إلى صياغتهم للنظريات الأولى عن طبيعة المادة والكيمياء، يمكن تعقب هذه النظريات بدراسة كل حضارة سابقة.
كان الجانب المشترك في جميع هذه النظريات في مختلف الأزمنة والحضارات هو محاولتهم جميعا لإيجاد العناصر الأولية التي تشكل جميع المواد في الطبيعة. مواد كالهواء، الماء، التربة، أشكال الطاقة كالنار والضوء، وتحديد مفاهيم أكثر دقة لكل من الأثير والجنة. على سبيل المثال في الفلسفة اليونانية والهندية والمايا والصينية القديمة تم اعتبار الهواء والماء والنار هم العناصر الأساسية لبنية الكون.

#### العالم القديم
حوالي عام 420 قبل الميلاد، صرح إيمبيدوكليس أن جميع المواد تتكون من أربعة عناصر وهم الأرض والنار والماء والهواء. يمكن إرجاع النظرية الذرية الأولى إلى اليونان والهند القديمة. ترجع النظرية اليونانية القديمة للذرة للفيزيائي ديموقريطوس، الذي صرح أن المادة تتكون من مكونات غير قابلة للتجزئة والتدمير تسمى الذرات في حوالي عام 380 قبل الميلاد. الأمر الذي أكد عليه ليوكيبوس أيضا. تزامن هذا التصريح مع نظرية الفيلسوف الهندي كانادا في بلده السوترا فايشيشيكا في نفس الفترة الزمنية. إعتمد كانادا في الوصول إلى نظريتة على سوترا، بينما إعتمد ديموقريطوس على التفكير الفلسفي. بينما عاني كلاهما من ضعف الجانب التجريبي.
بغرض شرح الفلسفة الإبيقورية إلى الجمهور الروماني، كتب الشاعر الروماني والفيلسوف لوكريتيوس قصيدة طبيعة الأشياء في عام 50 قبل الميلاد. في هذا العمل، قدم لوكريتيوس مبادئ الذرة؛ طبيعة العقل والروح؛ تفسير الفكر والإحساس؛ تطور العالم وظواهره؛ كما تناول مجموعة متنوعة من الظواهر السماوية والأرضية.

### التواريخ والتسلسل الزمني
- نظرية ذرية
- تاريخ نظرية الجزيئات
- تاريخ الفيزياء
- تاريخ العلوم والتكنولوجيا
- تاريخ الجدول الدوري
- قائمة السنوات في العلوم
- جائزة نوبل في الكيمياء
- ترتيب زمني لاكتشاف العناصر الكيميائية
- جدول زمني للكيمياء

تاريخ الألومنيوم

### أشهر الكيميائيين الحديثين
مرتبين زمنيًا:
- قائمة أشهر الكيميائيين
- روبرت بويل 1627–1691
- جوزيف بلاك 1728–1799
- جوزيف بريستلي 1733–1804
- كارل فلهلم شيله 1742–1786
- أنطوان لافوازييه 1743–1794
- ألساندرو فولتا 1745–1827
- جاك شارل 1746–1823
- كلود لوي برتوليه 1748–1822
- أميديو أفوجادرو 1776-1856
- لوي جوزيف غي لوساك 1778–1850
- همفري ديفي 1778–1829
- يونس ياكوب بيرسيليوس 1779–1848
- يوستوس فون ليبيغ 1803–1873
- لويس باستور 1822–1895
- ستانيسلاو كانيزارو 1826–1910
- أوغست كيكولة 1829–1896
- ديميتري مندلييف 1834–1907
- جوزيه غيبس 1839–1903
- ياكوبس فانت هوف 1852–1911
- وليام رامزي 1852–1916
- سفانت أرهنيوس 1859–1927
- فالتر نيرنست 1864–1941
- ماري كوري 1867–1934
- جيلبرت نيوتن لويس 1875–1946
- أوتو هان 1879–1968
- إرفينغ لانغموير 1881–1957
- لينوس باولنغ 1901–1994
- غلين سيبورغ 1912–1999
- روبرت وودورد 1917-1979
- فردريك سانغر 1918-2013
- رودولف ماركوس 1923-
- جورج أولاه 1926-
- إلياس جيمس خوري 1928-
- هارولد كروتو 1939-
- ريتشارد سمولي 1943–2005

## وصلات خارجية
- ChemisLab
- إس إتش أيه سي: جمعية لتاريخ الكيمياء والكيمياء